# Strävt vaxskinn
Strävt vaxskinn (Phlebia unica) är en svampart som först beskrevs av H.S. Jacks. & Dearden, och fick sitt nu gällande namn av Ginns 1984. Strävt vaxskinn ingår i släktet Phlebia och familjen Meruliaceae.  Arten är reproducerande i Sverige. Inga underarter finns listade i Catalogue of Life.